# Aitor Canca Fernández
Aitor Canca Fernández (* 30. November 1982 in Málaga) ist ein spanischer Volleyballspieler.

## Karriere
Canca Fernández begann seine Karriere im Jahr 2000 in seiner Heimatstadt bei PTV Telecom Málaga. Mit dem Verein spielte er 2000/01 und 2001/02 jeweils im CEV-Pokal sowie in der Saison 2002/03 in der Champions League. Außerdem erreichte der Mittelblocker mit Málaga dreimal in Folge das spanische Pokalfinale. 2005 wechselte er zu CV Melilla. Ein Jahr später kehrte er zurück in die Heimat und spielte für Uma Probisa Málaga. 2008/09 war er bei CV Vigo Valery Karpin aktiv. 2009 wechselte Canca Fernández in die belgische Liga zu VC Axis Shanks Guibertin. In der folgenden Saison spielte er in Frankreich für Nancy Volley. 2011 ging er zunächst wieder nach Vigo, bevor er 2012 noch ein paar Monate beim algerischen Verein NR Bordj Bou Arreridj zum Einsatz kam und dort den nationalen Pokal gewann. Die Saison 2012/13 spielte der Spanier zum zweiten Mal in Mont-Saint-Guibert. Anschließend wurde er vom deutschen Bundesligisten TV Rottenburg verpflichtet.